# Jock’s Hope Burn
Der Jock’s Hope Burn ist ein Wasserlauf in Dumfries and Galloway, Schottland. Er entsteht an der Südseite des Middle Hill als Thacky Sike. Nach der Mündung des kurzen Rowantree Grain wechselt er seinen Namen. Er fließt in östlicher Richtung bis zu seiner Mündung in den Meikledale Burn östlich des Weilers Burngrains.